# 圣克莱芒德拉普拉斯
圣克莱芒-德拉普拉斯（法語：Saint-Clément-de-la-Place，法語發音：[sɛ̃ klemɑ̃ də la plas] ⓘ）是法国曼恩-卢瓦尔省的一个市镇，属于昂热区。

## 地理
圣克莱芒-德拉普拉斯（47°31'30"N, 0°44'47"W）面积33.23 平方千米，位于法国卢瓦尔河地区大区曼恩-卢瓦尔省，该省份为法国西部内陆省份，大致对应安茹地区，北起顺时针与马耶讷省、萨尔特省、安德尔-卢瓦尔省、维埃纳省、德塞夫勒省、旺代省、大西洋卢瓦尔省和伊勒-维莱讷省接壤。
与圣克莱芒-德拉普拉斯接壤的市镇（或旧市镇、城区）包括：贝孔莱格拉尼特、圣朗贝尔拉波特里、安茹地区隆格内、安茹地区埃德尔。
圣克莱芒-德拉普拉斯的时区为UTC+01:00、UTC+02:00（夏令时）。

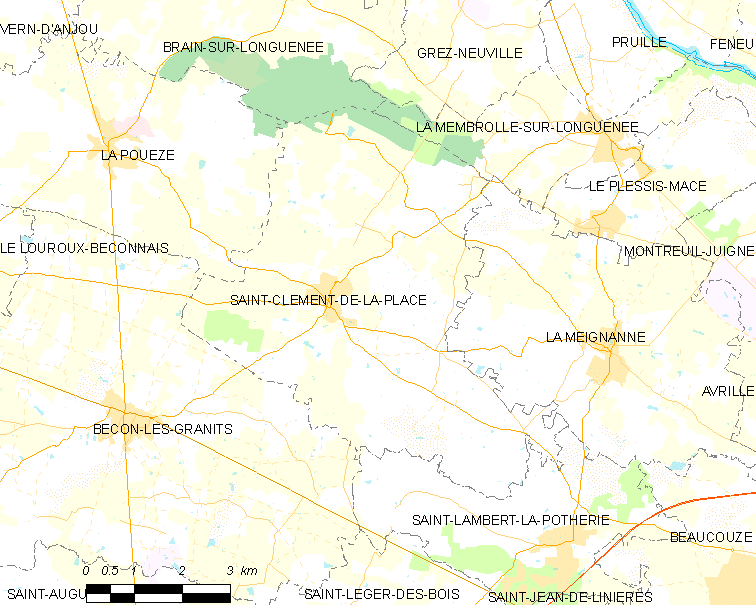
圣克莱芒-德拉普拉斯的OSM定位图

## 行政
圣克莱芒-德拉普拉斯的邮政编码为49370，INSEE市镇编码为49271。

## 政治
圣克莱芒-德拉普拉斯所属的省级选区为昂热第三县。

## 人口

1962-2008年间圣克莱芒-德拉普拉斯人口变化图示

圣克莱芒-德拉普拉斯于2022年1月1日时的人口数量为2139人。